# Bulbophyllum ochroleucum
Bulbophyllum ochroleucum  (лат.) — вид однодольных растений рода Бульбофиллюм (Bulbophyllum) семейства Орхидные (Orchidaceae). Впервые описан немецким ботаником Рудольфом Шлехтером в 1905 году.

## Распространение, описание
Эндемик Папуа — Новой Гвинеи; распространён на острове Новая Гвинея.
Эпифитное растение небольшого размера. Псевдобульба яйцевидной либо почти цилиндрической формы, несёт единственный лист от яйцевидной до эллиптической формы. Соцветие с 1—9 цветками.

## Синонимы
Синонимичные названия:
- Bulbophyllum adpressiscapum J.J. Sm.
- Bulbophyllum furciferum J.J. Sm.
- Bulbophyllum piundense P.Royen
- Bulbophyllum ramosum Schltr.
- Bulbophyllum rostratum J.J. Sm.